# Pústula
En medicina, una pústula és una lesió inflamatòria dermatològica comuna caracteritzada per un embolcall epidèrmic que conté pus.

## Diagnòstic diferencial
- Vesícula, on el seu contingut no és purulent, és serós.